# Мінералоїди

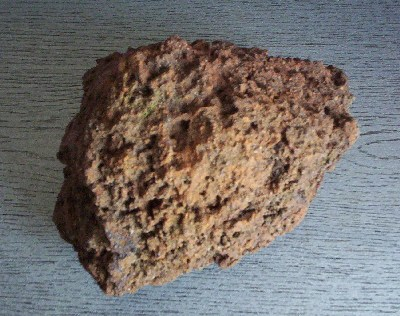
Лімоніт

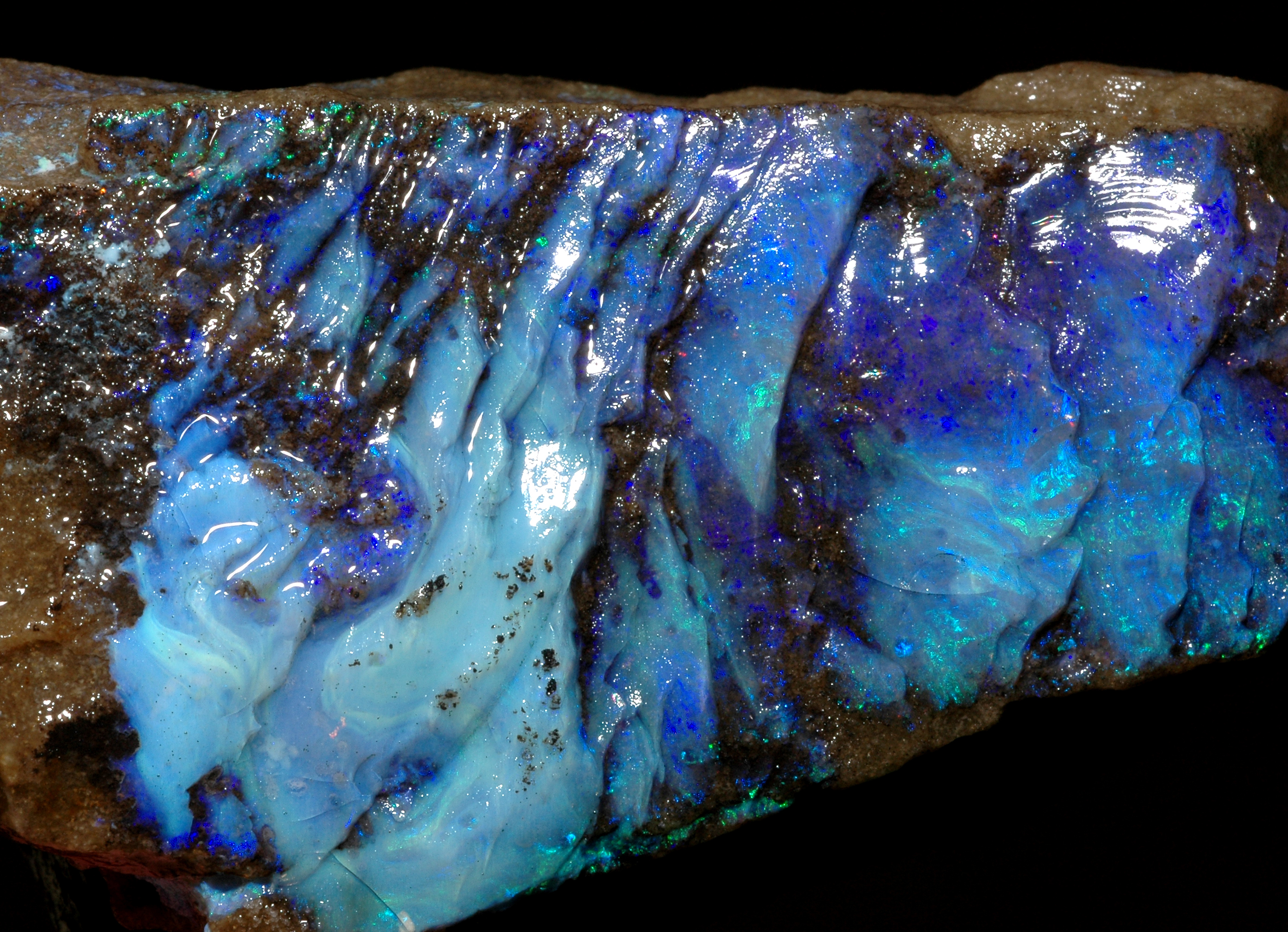
Опал

Мінералоїди (рос. минералоиды, англ. mineraloids, нім. Mineraloide n pl – нерозкристалізовані й прихованокристалічні складові частини мінеральних комплексів (наприклад, палагоніт вивержених порід, колофан осадових порід та ін.). 
Від слів мінерал та колоїд (H.L.Alling, 1936).

## Відомі мінералоїди
- Антраксоліти
- опал
- обсидіан
- Бурштин
- Перли
- Гагат та ін.